# صلاح فکرون
صلاح فکرون (انگلیسی: Salah Fakroun؛ زادهٔ ۸ فوریهٔ ۱۹۹۹) بازیکن فوتبال اهل لیبی است.
وی همچنین در تیم ملی فوتبال لیبی بازی کرده‌است.